# Colletes punctatus
Colletes punctatus là một loài Hymenoptera trong họ Colletidae. Loài này được Mocsáry mô tả khoa học năm 1877.